# Terrance Ganaway
Terrance Omar Ganaway (New Boston, 7 ottobre 1988) è un ex giocatore di football americano statunitense che ha militato nel ruolo di running back nella National Football League (NFL). Fu scelto nel corso del sesto giro (206º assoluto) del Draft NFL 2012 dai New York Jets. Al college ha giocato a football a Baylor.

## Carriera

### New York Jets
Al college Ganaway giocò a football a Baylor. Il 28 aprile 2012 fu scelto nel corso del sesto giro del Draft 2012 dai New York Jets. Il 14 maggio 2012, il giocatore firmò un contratto quadriennale con la franchigia. Il 31 agosto 2012 fu svincolato.

### St. Louis Rams
Il giorno dopo l'addio ai Jets, Ganaway firmò con i St. Louis Rams con cui disputò tre partite nella sua stagione da rookie senza far registrare alcuna statistica. Annunciò il ritiro il 21 agosto 2013 per concentrarsi sul conseguimento della laurea.

## Vita privata
È nipote dell'ex linebacker della NFL Jeremiah Trotter e cugino del linebacker dei Philadelphia Eagles Jeremiah Trotter Jr..